# Heterodontus omanensis
Heterodontus omanensis (лат.) — вид хрящевых рыб рода бычьих акул семейства разнозубых акул. Обитает в западной части Индийского океана на глубине около 72 м. Вид известен по 3 экземплярам, пойманным в заливе Масира у берегов Омана. Максимальная зафиксированная длина 61 см. Не является объектом коммерческого промысла. Не представляет опасности для человека.

## Таксономия
Вид впервые был научно описан в 2005 году. Голотип представляет собой самку длиной 60 см, пойманную у берегов Омана (19°46′ с. ш. 58°19′ в. д.) на глубине 72 м. Паратипы: самец и самка длиной 56 и 61 см, поймнанные там же.

## Ареал и среда обитания
Heterodontus omanensis обитают в западной части Индийского океана у берегов Омана. Эти демерсальные рыбы встречаются на континентальном шельфе на глубине до 72 м.

## Описание
Спину и голову покрывают 4 тёмных седловидных отметины. Спинные плавники небольшие, тёмного цвета с белой дистальной полоской. Грудные плавники крупные. От японских бычьих акул отличаются количеством отметин (4 против 11—14), меньшим размером первого спинного плавника (9,3—10,9 % длины тела против 11—21 %).

## Биология
Размножаются, откладывая яйца. Самка откладывает единственное яйцо, заключённое к капсулу с двумя длинными усиками.

## Взаимодействие с человеком
Не являются объектом целевого промысла. Потенциально попадаются в качестве прилова. Данных для оценки статуса сохранности вида недостаточно.